# Линс ду Регу, Жозе
Жозе́ Линс ду Ре́гу Кавалка́нти (порт.-браз. José Lins do Rego Cavalcanti; 3 июля 1901, Пилар, Параиба, Бразилия — 12 сентября 1957, Рио-де-Жанейро, Бразилия) — бразильский писатель и литературный критик. Наряду с Грасильяну Рамусом, Эрику Верисиму, Ракел ди Кейрос и Жоржи Амаду — один из наиболее значительных социальных романистов в литературе Бразилии.

## Биография
Детство Линс ду Регу провёл на сахарной плантации, принадлежавшей его деду, что впоследствии дало богатый материал для сюжетов его произведений. Окончил юридический факультет Федерального университета Пернамбуку, а также получил медицинское образование.
Представитель критического реализма. Его романы содержат также элементы мистики и психоанализа. Известен «Циклом сахарного тростника» («Ciclo da cana-de-açúcar»), в котором отразилась его близость к так называемым регионалистам, стремившимся изучать конкретные проблемы каждого района страны. Его романы воссоздают жизнь крестьянских семей северо-востока страны, острые социальные конфликты, сопутствующие определенному этапу исторического развития бразильских провинций, изображает человека, слитого с природной средой.
Его роман «Чистота» («Pureza», 1937) пользовался большим успехом и был в скором времени (1940) экранизирован. В связи с установлением в Бразилии в 1937 году реакционной диктатуры испытал творческий кризис, тяжело пережитый писателем.
В 1943 году Жозе Линс ду Регу написал и издал своё главное произведение — роман «Угасший огонь» («Fogo morto»). Этот роман был экранизирован в 1976 году.

## Память
- В 1975 году бразильский режиссёр-документалист Владимир Карвалью снял документальный фильм о писателе.
- Бразильская академия литературы в 1998 году учредила премию имени Жозе Линса ду Регу (порт.-браз. Prêmio José Lins do Rego).

## Сочинения
- Romances reunidos е ilustrados, [v. 1—5], Rio de J., 1960—61.
- роман «Мальчик с плантации» / Menino de Engenho (1932, «Цикл сахарного тростника»)
- роман «Дурачок» / Doidinho (1933, «Цикл сахарного тростника»)
- роман «Банге» / Bangüê (1934, «Цикл сахарного тростника»)
- роман «Негр Рикардо» / O Moleque Ricardo (1935, русский перевод 1937)
- роман «Сахарный завод» / Usina (1936)
- роман / Histórias da velha Totonha (1936)
- роман «Чистота» / Pureza (1937)
- роман «Педра Бонита» / Pedra Bonita (1938)
- роман «Сладкий ручей» / Riacho doce (1939)
- роман «Мать воды» / Água mãe (1941)
- роман «Угасший огонь» / Fogo Morto (1943, русский перевод 1967)
- роман «Эвридика» / Eurídice (1947)
- роман «Кангасейро» / Cangaceiros (1953, русский перевод 1960)
- воспоминания / Meus Verdes Anos (memórias) (1956)
- очерк «Северо-восток в бразильской литературе» / Presença do Nordeste na literatura brasileira (1957)

## Публикации
- Кангасейро / Пер. Н. Тульчинской; Предисл. В. Ермолаева.— М.: Изд-во иностр. лит., 1960. — 293 с.
- Угасший огонь / Пер. Ю. Калугина; Предисл. И. Тертерян. — М.: Худож. лит., 1967. — 311 с.
- Cangaceiros / Notas de T. Linhares e D. Costa. — Rio de Janeiro: Olympio, 1956. — 347 p.